# Prahecq
Prahecq ist eine französische Gemeinde mit 2.249 Einwohnern (Stand 1. Januar 2022) im Département Deux-Sèvres in der Region Nouvelle-Aquitaine. Sie gehört zum Arrondissement Niort und ist zum Kanton La Plaine Niortaise. 

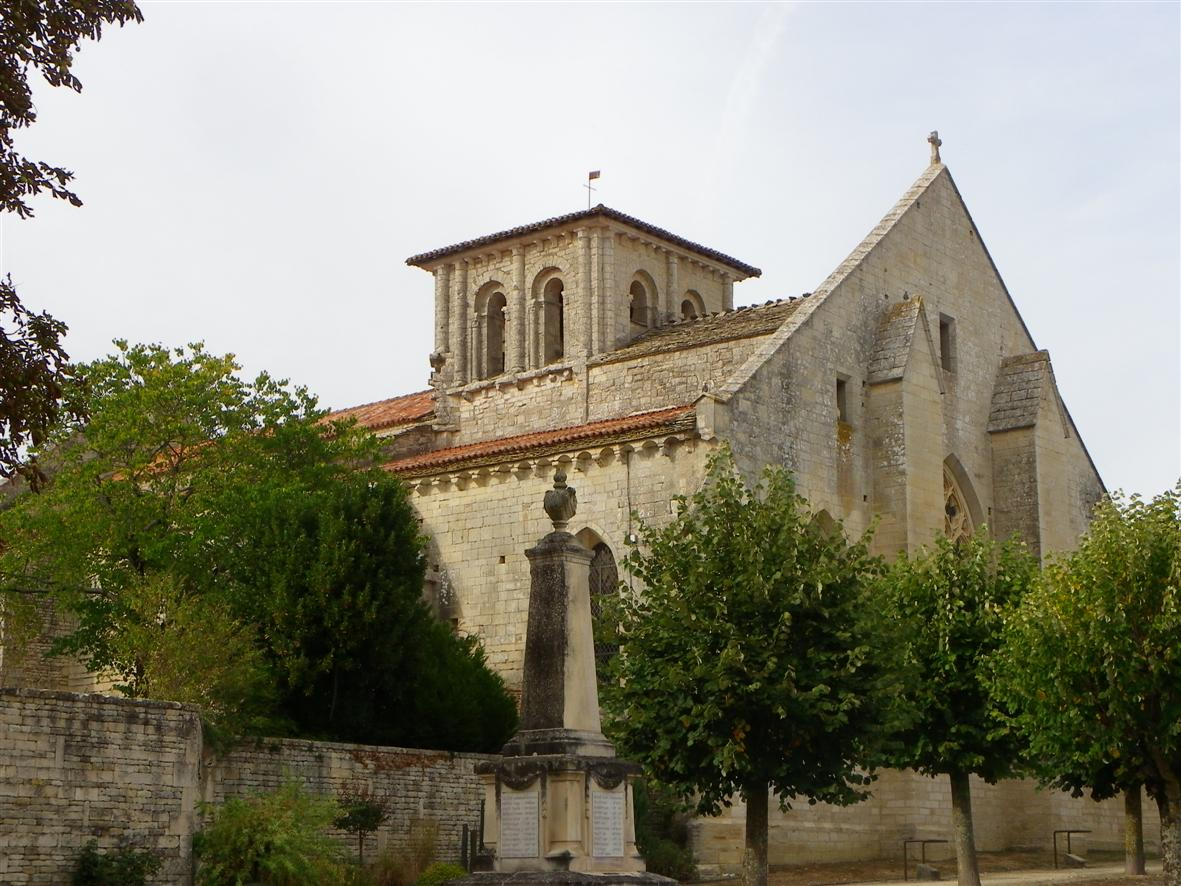
Église Saint-Maixent

## Lage
Prahecq liegt 15 Kilometer südöstlich von Niort am Flüsschen Guirande und grenzt im Norden an Vouillé, im Osten an Mougon-Thorigné und an Sainte-Blandine, im Süden an Saint-Martin-de-Bernegoue und im Westen an Aiffres. Durch den Nordwesten des Gemeindegebietes führt die Autoroute A10 (Paris-Bordeaux).